# إيغور ديفيتش
إيغور ديفيتش هو لاعب كرة قدم كرواتي في مركز الوسط، ولد في 9 مارس 1984 في زغرب في كرواتيا. لعب مع نابريداك كروشيفاتس ونادي أو إف كيه بيوغراد.